# مشعل ذياب
مشعل ذياب ، لاعب كرة قدم كويتي.
المهاجم الفذ مشعل ذياب سجل (7 اهداف) الذي يجيد المراوغة والتهديف بمعاونة البرازيلي آرثر والغيني ايمانويل،
يلعب مع نادي الصليبيخات منذ عام 2002.